# Peter Ollerton
Peter Ollerton (20 maggio 1951) è un allenatore di calcio ed ex calciatore australiano, di ruolo attaccante.

## Carriera

### Club
Ha giocato nella prima divisione australiana.

### Nazionale
Ha partecipato ai Mondiali del 1974.